# Vedder River
Vedder River är ett vattendrag i Kanada.   Det ligger i provinsen British Columbia, i den södra delen av landet, 3 500 km väster om huvudstaden Ottawa.
Trakten runt Vedder River består till största delen av jordbruksmark. Runt Vedder River är det ganska tätbefolkat, med 239 invånare per kvadratkilometer.